# Тульйок
Тульйок — река в Мурманской области России. Протекает по территории городского округа город Кировск с подведомственной территорией.
Река берёт начало на склонах горного массива Кукисвумчорр, впадает в озеро Умбозеро. Длина реки составляет 26 км, площадь водосборного бассейна — 222 км². Населённых пунктов на реке нет.

## Притоки
- В 1,6 км от устья, по правому берегу впадает река Тымшасуай.
- В 6,5 км от устья, по левому берегу впадает река Каскаснюнйок.

## Данные водного реестра
По данным государственного водного реестра России относится к Баренцево-Беломорскому бассейновому округу, водохозяйственный участок реки — реки бассейна Белого моря от западной границы бассейна реки Йоканга (мыс Святой Нос) до восточной границы бассейна реки Нива, без реки Поной. Речной бассейн реки — бассейны рек Кольского полуострова и Карелии.
Код объекта в государственном водном реестре — 02020000212101000009046.